# Alberts Kviesis
Alberts Kviesis (22. prosince 1881 – 9. srpna 1944 Riga) byl lotyšský politik, třetí prezident Lotyšska (v letech 1930–1936). Na prezidenta neúspěšně kandidoval již roku 1927. V letech 1921–1923 byl lotyšským ministrem vnitra, kromě toho byl představitelem agrárnické strany (Centriskā partija Latvijas Zemnieku savienība). V mládí se živil jako právník, práva vystudoval na univerzitě v Tartu. Významně se podílel na vývoji právního a soudního systému nové lotyšské republiky. Během převratu Kārlise Ulmanise v roce 1934 nijak do dění nezasáhl, ačkoli jako vrchní velitel armády mohl. Bez odporu pak podepsal všechny zákony Ulmanisovy vlády. Po sovětské okupaci se skrýval, během německé okupace naopak působil veřejně. Na konci války chtěl utéct spolu s ustupujícím německým námořnictvem, nastoupil na německou válečnou loď, ale zemřel na infarkt myokardu ještě v rižském přístavu.